# غابة تورينغن
غابة تورينغن (بالألمانية: Thüringer Wald)‏ تعدّ غابة تورينغن من أهم المعالم السياحية في ولاية تورينغن الألمانية وتمتد غابة تورينغن علي مساحة تقدر بحوالي 150 كم² طولا 35 كم² عرضا وبارتفاع يصل الي ما يقارب 982,9 م